# Брок-Бельцова, Галина Павловна
Галина Павловна Брок-Бельцова (12 февраля 1925, Москва — 15 августа 2024) — советская военная лётчица, штурман экипажа 1-й эскадрильи 125-го гвардейского авиаполка, до своей смерти была последней из женщин-штурманов пикирующего бомбардировщика Пе-2. В годы ВОВ совершила 36 подтверждённых фотографиями боевых вылетов (всего вылетов было больше). Кандидат исторических наук. Вице-президент и почётный член Союза «Авиатриса».

## Биография
Галина Павловна Брок-Бельцова родилась 12 февраля 1925 года в Москве в семье слесаря Павла Александровича Брока и ткачихи Прасковьи Ивановны Быковой. Окончила 3-ю образцовую московскую школу на Большой Семёновской. В 14 лет выступила в театре на Веденовской, где играла роль Майи Кречет. В октябре 1941 года пошла добровольцем в военкомат (райком комсомола) и её отправили в Московское Краснознаменное авиационное училище связи, где она училась на метеоролога. С 1943 года её послали в Йошкар-Олу переучиваться на штурмана. В 1944 году вступила в коммунистическую партию.
В апреле 1944 года ей присвоили звание младшего лейтенанта, а после этого послали в полк Марины Расковой. Первый боевой вылет сделала 23 июня 1944 года для уничтожения врага в районе Риги. В 1944 году участвовала в операции «Багратион». Победу встретила в Литве.
Во время войны познакомилась с будущим супругом Георгием Бельцовым. Замуж вышла 7 ноября 1945 года. По окончании войны служила в МГБ в контрразведке.
Окончила исторический факультет МГУ, защитила кандидатскую диссертацию по истории, а затем преподавала в Московском инженерно-строительном институте около 60 лет. В 2002 и 2003 годах была в США на конференции «Women in Aviation International». В 2005 году в США принимала участие в праздновании 60-летия Победы. С 2005 года на пенсии.
В 2017 году снялась в документальном фильме «Битва за небо». 12 февраля 2020 года в театрально-концертном центре «Щёлковский театр» отметили 95-летие юбилярши.
13 февраля 2023 года в концертном зале Центрального офицерского клуба Воздушно космических сил в Москве прошла концертная программа «Я продолжаю свой полёт», которую посвятили Галине Павловне Брок-Бельцовой. В 2023 году приняла участие в Параде Победы.
Жила в районе Медведково. У Галины Павловны осталось трое детей и семь внуков.
Скончалась 15 августа 2024 года на 100-м году жизни. Похоронена на Введенском кладбище Москвы рядом с супругом.

## Мнения
Галина Павловна Брок-Бельцова полагала, что современные войны — информационные, и высказывала уверенность, что в итоге победа будет за теми, кто говорит правду:

Увы, мы позволили потребительской идеологии проникнуть в наше сознание. Когда мне пришла повестка из военкомата, родители сказали: «Значит, ты нужна». А сегодня что видим, когда Россия объявила частичную мобилизацию? Многие парни призывного возраста уезжают из страны. Братство, дружба, коллектив — вот это сила. Родина всегда была и остаётся тем, что держит меня в форме

## Семья
- Отец — Павел Александрович Брок;
- Мать — Прасковья Ивановна Быкова;
- Брат — Борис Павлович Брок (умер в больнице от дифтерии);
- Сестра — Валентина Павловна Брок;
- Муж — Георгий Степанович Бельцов (1918—2005), генерал-майор авиации;
- Дети — трое.

## Публикации
Является одним и составителей сборников:
- «Раскова с нами» (2020) — первый экземпляр книги Галина Павловна подарила Владимиру Путину[21];
- «Раскова снова зовёт» (2015);
- «По примеру Марины Расковой» (2011).

## Награды
- Благодарность Иосифа Сталина «За взятие порта и крепости Пиллау»[9];
- Орден Дружбы (2024)[22];
- Орден Отечественной войны 1 степени[3];
- Орден Отечественной войны 2 степени[1];
- Орден Красной Звезды[1];
- Медаль «За взятие Кёнигсберга»[1];
- Гвардейский знак[1].